# 納塔德洛斯卡巴列羅斯

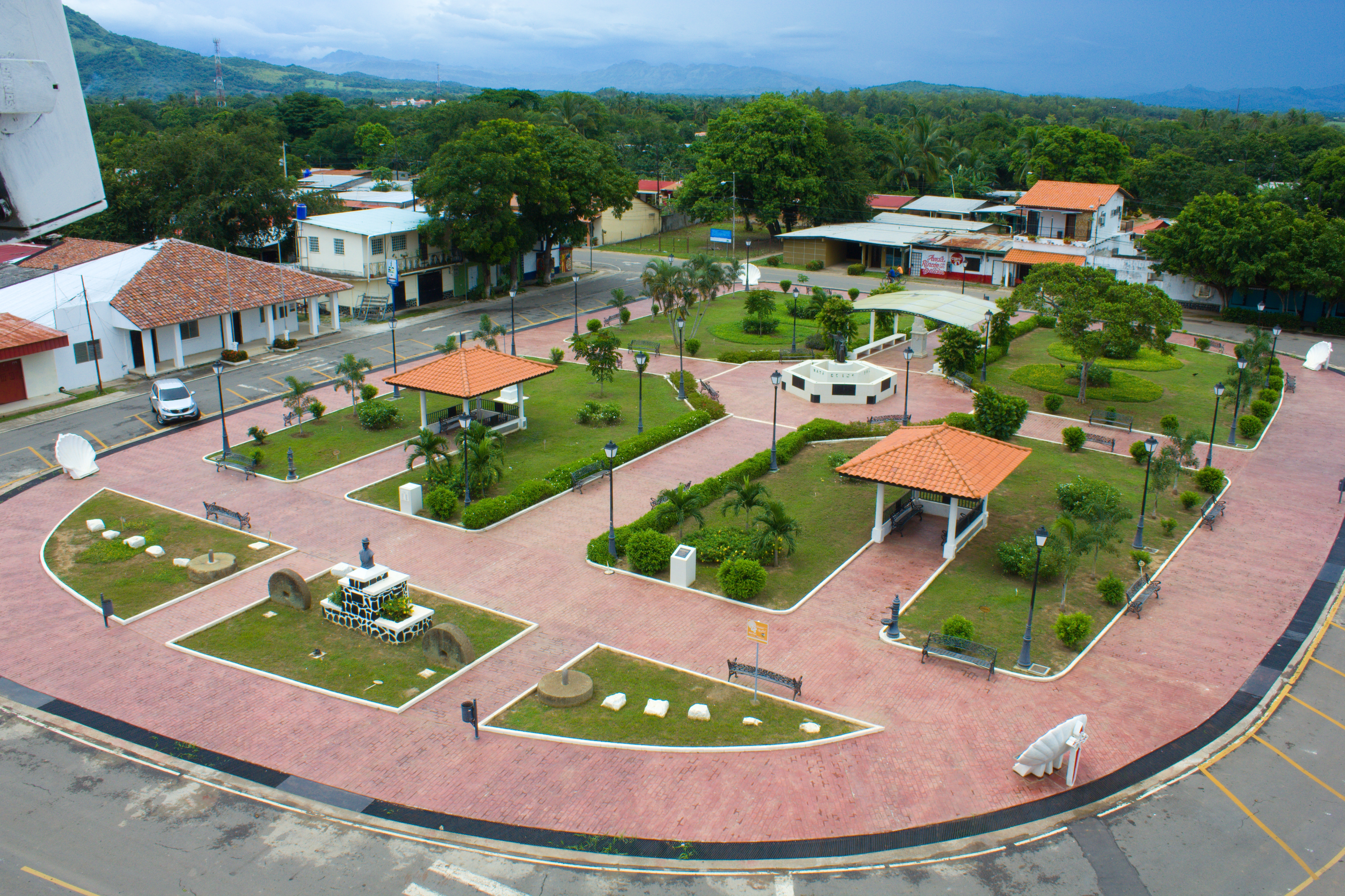
納塔德洛斯卡巴列羅斯

納塔德洛斯卡巴列羅斯（西班牙語：Natá de los Caballeros），是巴拿馬的城鎮，位於該國中部，由科克萊省的納塔區負責管轄，面積174.7平方公里，海拔高度7米，2010年人口19,291，人口密度每平方公里110.4人。